# Norm Macdonald
Norman Gene Macdonald, detto Norm (Québec, 17 ottobre 1959 – Los Angeles, 14 settembre 2021), è stato un comico, sceneggiatore e attore canadese, noto soprattutto per aver preso parte a cinque stagioni del Saturday Night Live (1990-1994), inclusa la conduzione per tre anni del Weekend Update.
Si è anche esibito dal vivo come stand-up comedian in Canada, Stati Uniti e Australia.

## Biografia
Agli esordi, fu tra gli autori della popolare sitcom Roseanne, e fece comparsate in programmi come The Drew Carey Show e NewsRadio. Dopo l'esperienza al Saturday Night Live, dal 1999 al 2001 prestò il volto per la sitcom della ABC The Norm Show. Nel 2013 incominciò a condurre per l'emittente Jash il podcast Norm Macdonald Live che portò avanti per tre stagioni fino al 2018, anno in cui Netflix decise di produrne un seguito ideale dal titolo: Norm Macdonald Has a Show.
Comedy Central lo ha posizionato 83º nella miniserie in cinque parti 100 Greatest Stand-ups of All Time. Fu uno degli ospiti preferiti e più frequenti dei talk show condotti da Conan O'Brien e partecipò come guest star in varie serie televisive tra cui My Name Is Earl, nella quale interpretava un ricco magnate, e The Middle.
Molto riservato sulle proprie condizioni di salute, morì il 14 settembre 2021 per una leucemia di cui soffriva da dieci anni. Nella traccia Corageous Battle contenuta nel suo CD/DVD di monologhi Me Doing Standup pubblicato nel 2011, aveva fra l'altro ironizzato sull'abuso di metafore marziali riferite ai malati di tumore, affermando che la presunta «coraggiosa battaglia» contro il cancro, oltre a non essere affatto "coraggiosa" poiché il malato se la fa sotto dalla paura, non può mai essere perduta: dato infatti che la morte della persona coincide con la morte del tumore stesso, si tratta tutt'al più di un pareggio.
(Norm Macdonald)

## Filmografia parziale

### Cinema
- Billy Madison, regia di Tamra Davis (1995)
- Larry Flynt - Oltre lo scandalo (The People Vs. Larry Flynt), regia di Miloš Forman (1996)
- Dirty Work - Agenzia lavori sporchi (Dirty Work), regia di Bob Saget (1998)
- Gigolò per sbaglio (Deuce Bigalow: Male Gigolo), regia di Mike Mitchell (1999)
- Man on the Moon, regia di  Miloš Forman (1999)
- Screwed, regia di Scott Alexander e Larry Karaszewski (2000)
- Un weekend da bamboccioni (Grown Ups), regia di Dennis Dugan (2010)
- Jack e Jill (Jack and Jill), regia di Dennis Dugan (2011)
- Outback, regia di Kyung Ho Lee (2012)

### Televisione
- Mike Tyson Mysteries – serie TV animata (2014)
- The Orville – serie TV (2017)
- Klaus - I segreti del Natale, regia di Sergio Pablos (2019)

### Doppiaggio
- Il dottor Dolittle (Doctor Dolittle), regia di Betty Thomas (1998)
- Il dottor Dolittle 2 (Dr. Dolittle 2), regia di Steve Carr (2001)
- Il dottor Dolittle 3 (Dr. Dolittle 3), regia di Rich Thorne (2006)
- Il dottor Dolittle 4 (Dr. Dolittle: Tail to the chief), regia di Craig Shapiro (2008)
- Il dottor Dolittle 5 (Dr. Dolittle: Million dollar mutts), regia di Alex Zamm (2009)

## Doppiatori italiani
Nelle versioni in italiano delle opere in cui ha recitato, Norm Macdonald è stato doppiato da:
- Luca Dal Fabbro in Un weekend da bamboccioni, Jack e Jill
- Gianni Bersanetti in Billy Madison, The Orville
- Riccardo Rossi in Dirty Work - Agenzia lavori sporchi
- Massimo Rossi in My Name is Earl (prima voce)
- Angelo Maggi in My Name is Earl (seconda voce)
- Vladimiro Conti in The Middle
- Neri Marcorè in Klaus - I segreti del Natale
- Mino Caprio in Deuce Bigalow - Puttano in saldo
- Oreste Baldini in Stan Hooper

Da doppiatore è sostituito da:
- Massimo Lodolo ne Il dottor Dolittle 3, Il dottor Dolittle 4, Il dottor Dolittle 5
- Pino Insegno ne Il dottor Dolittle, Il dottor Dolittle 2
- Oreste Baldini ne I Griffin (se stesso), Due Fantagenitori
- Roberto Del Giudice ne I Griffin'
- Andrea Ward in Skylanders Academy